# 삼지연선
삼지연선(三池淵線)은 조선민주주의인민공화국 량강도 혜산시 위연동에 위치한 위연청년역과 삼지연시 베개봉동에 위치한 삼지연못가역을 잇는 조선민주주의인민공화국 철도성의 철도 노선이다.
구 노선의 총 연장은 81.8 km이며, 762 mm의 협궤를 채택하였다. 2017년 개량된 신 노선은 표준궤를 사용하고 있다. 주로 삼지연 일대의 ‘혁명사적지’ 방문을 위하여 이용된다.

## 역사
백두산 일대의 원목을 수송하기 위하여 일제 강점기에 생긴 노선을, 1948년에 개량해 다시 부설하였다. 1994년에 대홍수로 유실되어 한동안 열차 운행이 중단되었으며, 2005년에 신선 건설을 위하여 전 구간을 철거하였다. 당에서는 6·18돌격대를 조직하여 2008년 11월부터 공사를 개시하였고 2009년 2월 15일 착공식까지 열었으나, 같은해 8월 자재 부족과 백두산 폭발 우려를 이유로 공사를 중단하고 돌격대를 강원도 고산군 과수농장 건설 사업에 투입시켰다.
2015년 백두산관광철도 돌격대가 새로이 조직되었고, 노선을 개량함과 동시에 표준궤로 개궤하는 공사가 5월 25일 재개되었다. 같은해 6월 4일에는 착공식을 진행하였으나, 7월 다수의 돌격대원들이 폭우로 실종되었으며, 2016년 초 레일 수급이 어려워져 공사가 중지되었다. 2016년 말 공사를 재개하여, 2017년 4월 5일 첫 시험운행을 하였으며 4월 13일 개통하였다. 이때 노선의 기점을 위연역에서 백두산청년선 대오천역으로 바꿀 계획이었다고 알려지기도 하였다.
김일성과 김정일의 유훈에 따라 삼지연못가역에서 무산역까지 연장하는 계획이 예정되어 있다.

## 노선 정보
- 구간: 위연청년역~삼지연못가역
- 역 수: 8(양 끝역 포함)
- 궤간: 1435 mm(협궤)
- 전철화 구간: 전 구간 (직류 3000V)
- 복선화 구간: 없음

## 역 목록

### 2018년
| 역명       | 로마자 역명          | 한자 역명  | 역간 거리 | 누적 거리 | 접속 노선    | 소재지 | 소재지   | 비고 |
| ---------- | -------------------- | ---------- | --------- | --------- | ------------ | ------ | -------- | ---- |
| 위연청년   | Wiyŏn Ch'ŏngnyŏn     | 渭淵靑年   | 0.0       | 0.0       | 백두산청년선 | 량강도 | 혜산시   |      |
| 화전       | Hwajŏn               | 樺田       |           |           |              | 량강도 | 보천군   |      |
| 보천청년   | Poch'ŏn Ch'ŏngnyŏn   | 普天靑年   |           |           |              | 량강도 | 보천군   |      |
| (신호소)   |                      |            |           |           |              | 량강도 | 보천군   |      |
| 포태       | P'ot'ae              | 胞胎       |           |           |              | 량강도 | 삼지연시 |      |
| 리명수청년 | Rimyŏngsu Ch'ŏngnyŏn | 鯉明水靑年 |           |           |              | 량강도 | 삼지연시 |      |
| 삼지연청년 | Samjiyŏn Ch'ŏngnyŏn  | 三池淵靑年 |           |           |              | 량강도 | 삼지연시 |      |
| 삼지연못가 | Samjiyŏn Motka       | 三池淵못가 |           |           |              | 량강도 | 삼지연시 |      |

### 1948~2005년
| 역이름         | 영업 거리 (km) | 접속노선     | 소재지 | 소재지   |
| -------------- | -------------- | ------------ | ------ | -------- |
| 위연(渭淵)     | 0.0            | 백두산청년선 | 량강도 | 혜산시   |
| 화전(樺田)     |                |              | 량강도 | 보천군   |
| 가림(佳林)     |                | 보천선       | 량강도 | 보천군   |
| 간삼봉(間三峰) |                |              | 량강도 | 보천군   |
| 차가수(車哥水) |                |              | 량강도 | 삼지연시 |
| 독산(獨山)     |                |              | 량강도 | 삼지연시 |
| 삼포(三浦)     |                |              | 량강도 | 삼지연시 |
| 리명수(鯉明水) |                |              | 량강도 | 삼지연시 |
| 건창(乾昌)     |                |              | 량강도 | 삼지연시 |
| 베개봉(-峰)    |                |              | 량강도 | 삼지연시 |
| 삼지연(三池淵) |                |              | 량강도 | 삼지연시 |
| 못가           |                |              | 량강도 | 삼지연시 |

## 참고 문헌
- 고쿠부 하야토(国分隼人), 《장군님의 철도-북조선 철도사정》, 新潮社, 2007, ISBN 978-4-10-303731-6